# 厄斯灵

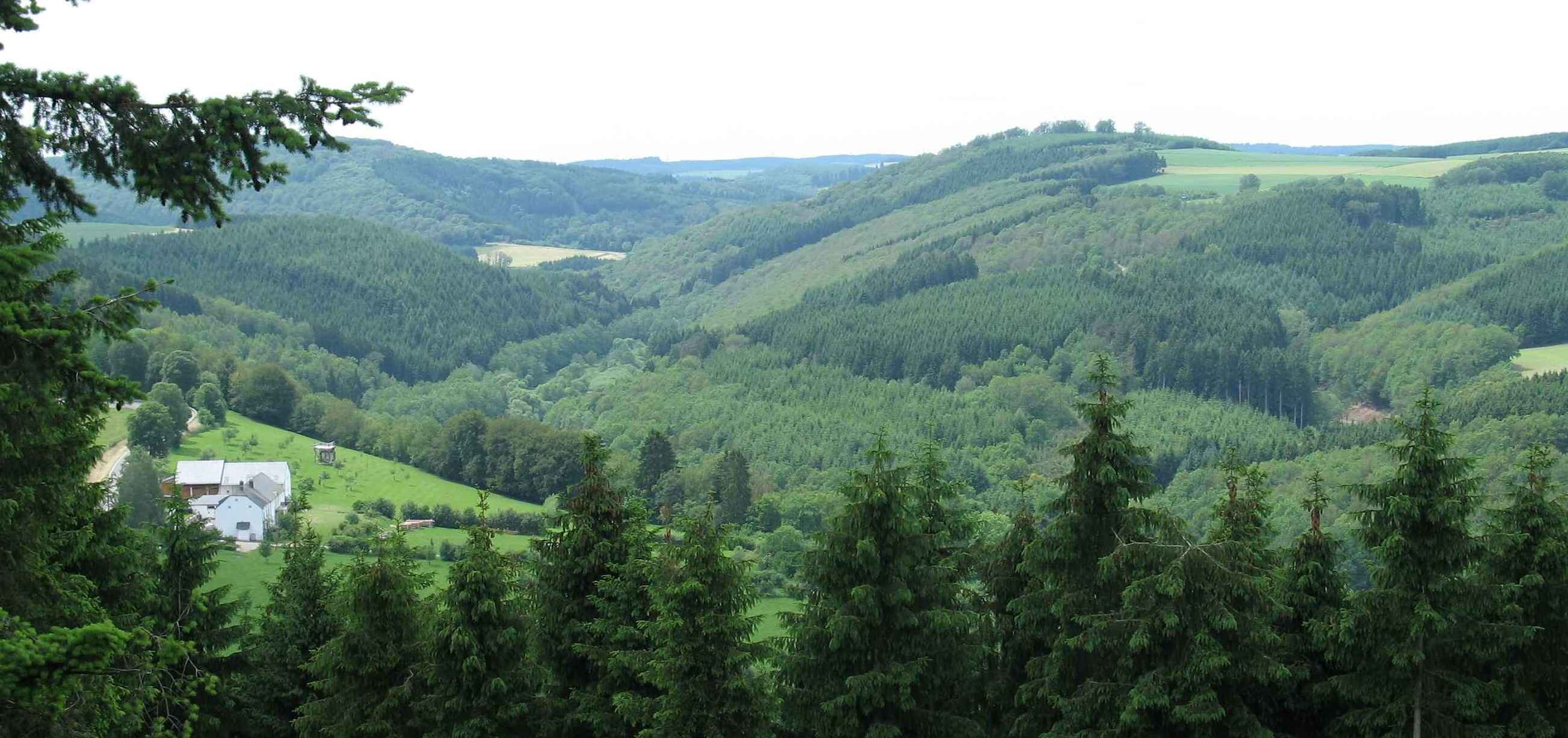
厄斯灵地区

厄斯灵（德語： 或 ）是一个涵盖了卢森堡大公国和德国比特堡-普吕姆-艾费尔山县两地北部的地区，占阿登地区的较大部分，此外也涵盖了比利时和法国的部分地区。厄斯灵地区占卢森堡领土的32％；厄斯林以南是古特兰地区（Gutland，字面意为“佳地”），其涵盖了大公国领土的其余68％以及比特堡-普吕姆-艾费尔山县的南部。 

## 特点
该地区以丘陵和落叶林为特点。卢森堡几乎所有的最高山丘都在厄斯灵，特别是在北部和西北部，靠近比利时和德国的边界。其主要的山脉被风景秀丽的河谷所截断，最著名的有克莱沃河、乌尔河、绍尔河上游和维尔茨河。 

### 村镇
厄斯灵地区人口稀少，几乎没有大城镇。克莱沃、菲安登和维尔茨是卢森堡厄斯灵地区的人口最多的村镇，其中维尔茨的人口接近7000人。

## 历史
在18世纪后期，反对法国大革命的乡村崛起势力集中在厄斯灵地区。 
在第二次世界大战中，突出部之役在1944年末和1945年初的部分战斗在该地区进行。 

## 区域主义压力
在2004年的立法选举中，卢森堡自由党，一个由厄斯灵当地人士让·埃斯费尔德（Jean Ersfeld）领导的基于厄斯灵的小型區域主義政党，提供了候选人，但没有人当选。该党在选举后难以继续组织。

## 图集

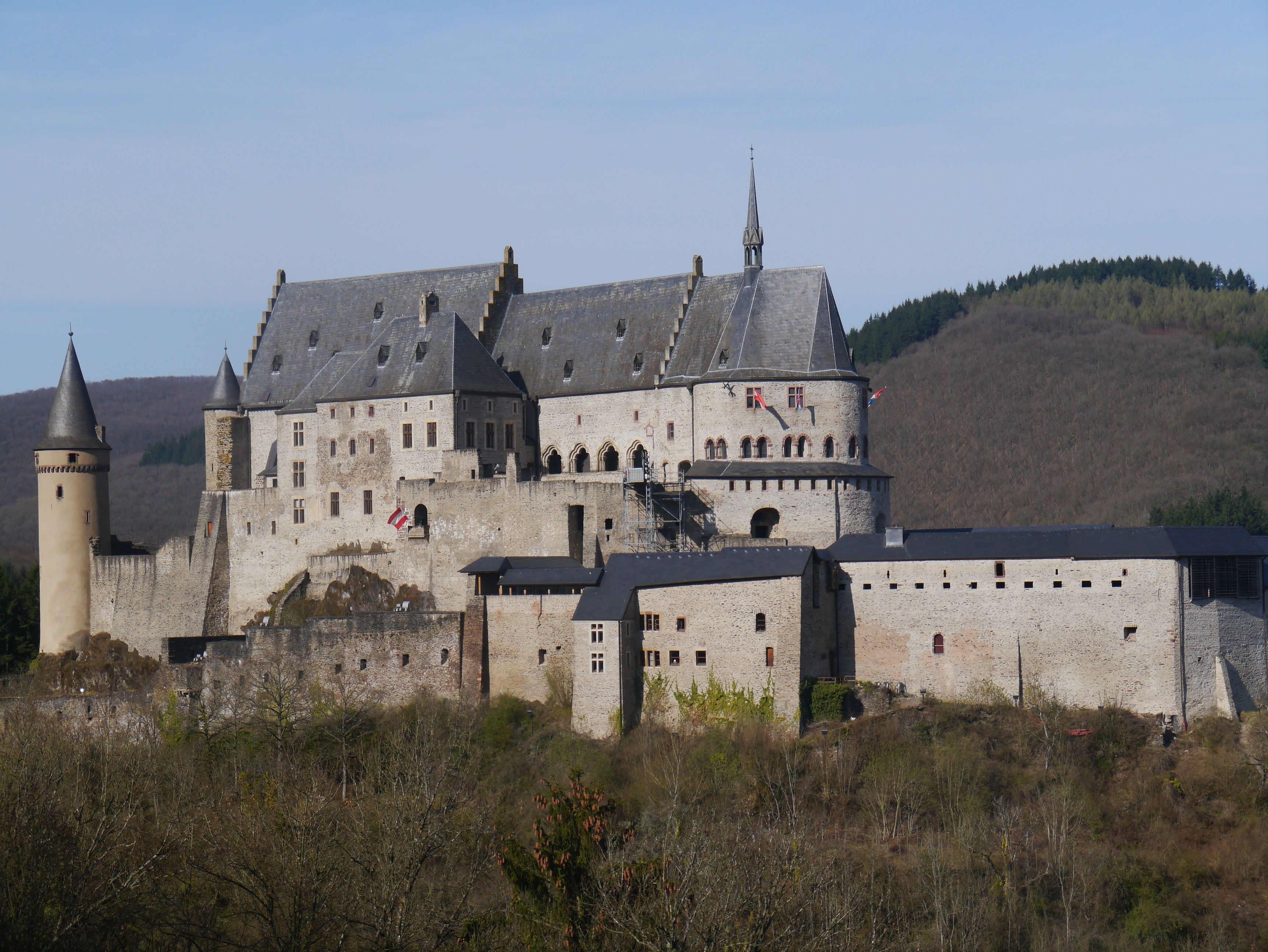
菲安登城堡
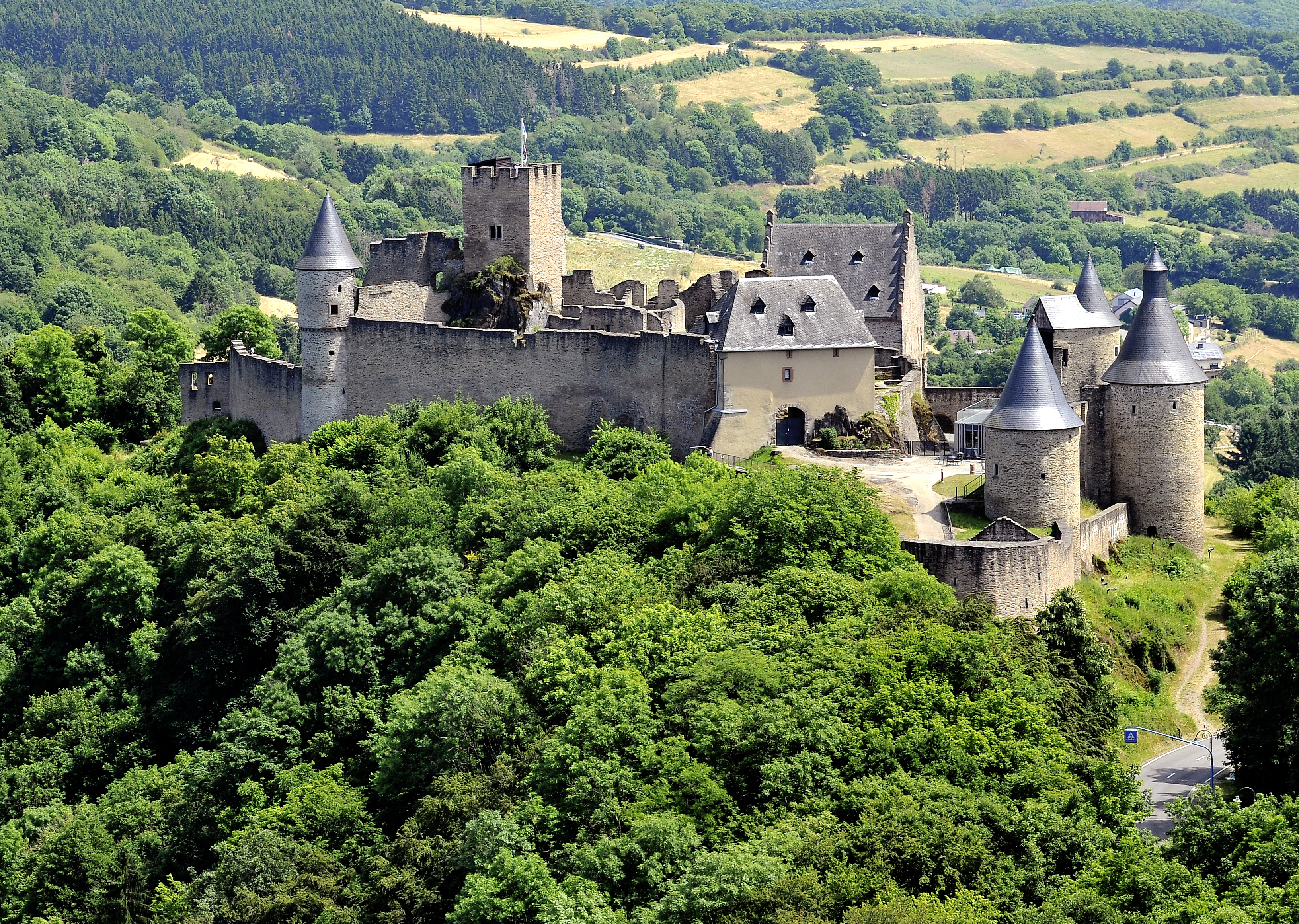
布尔沙伊德城堡（英语：Bourscheid Castle）
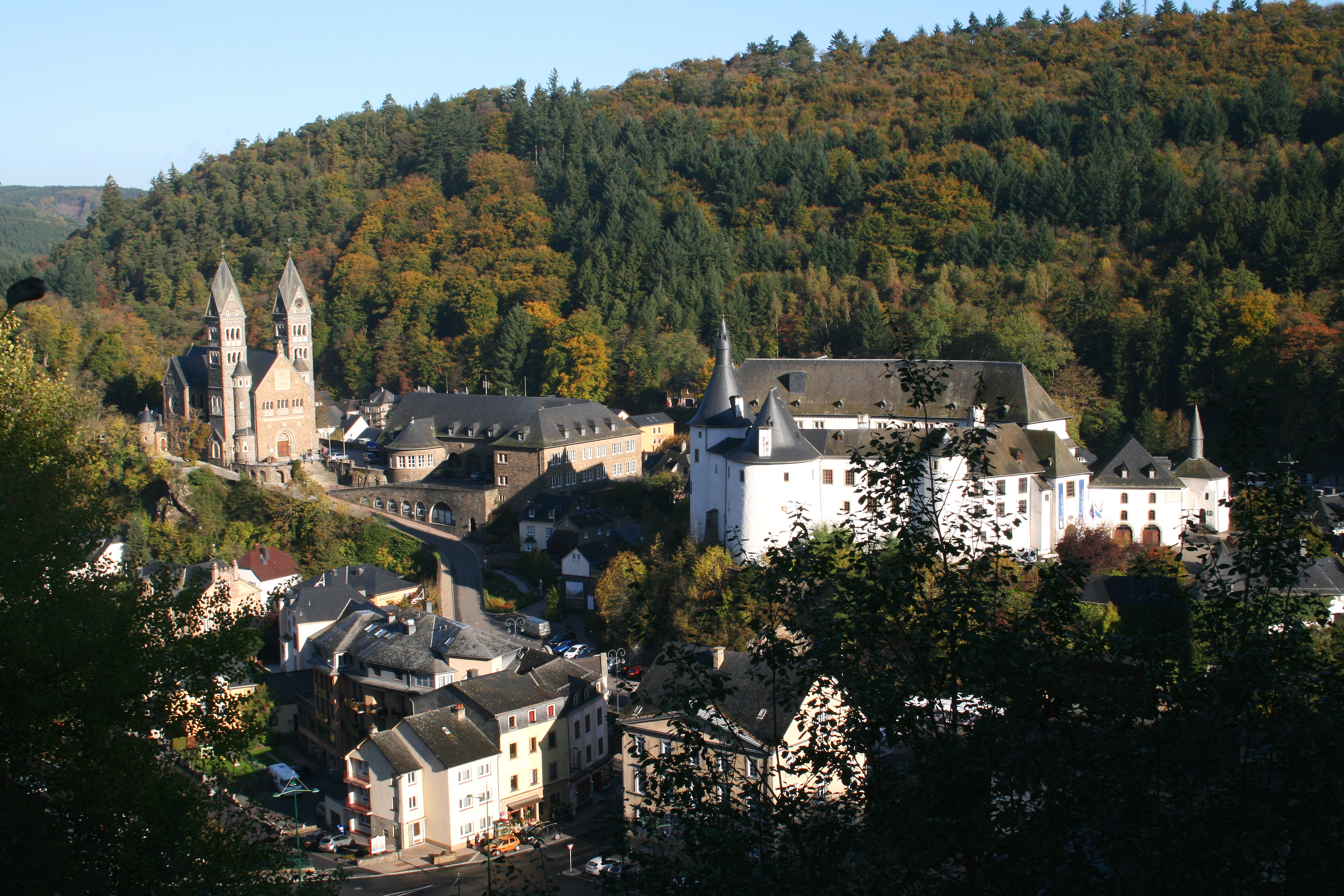
克莱沃
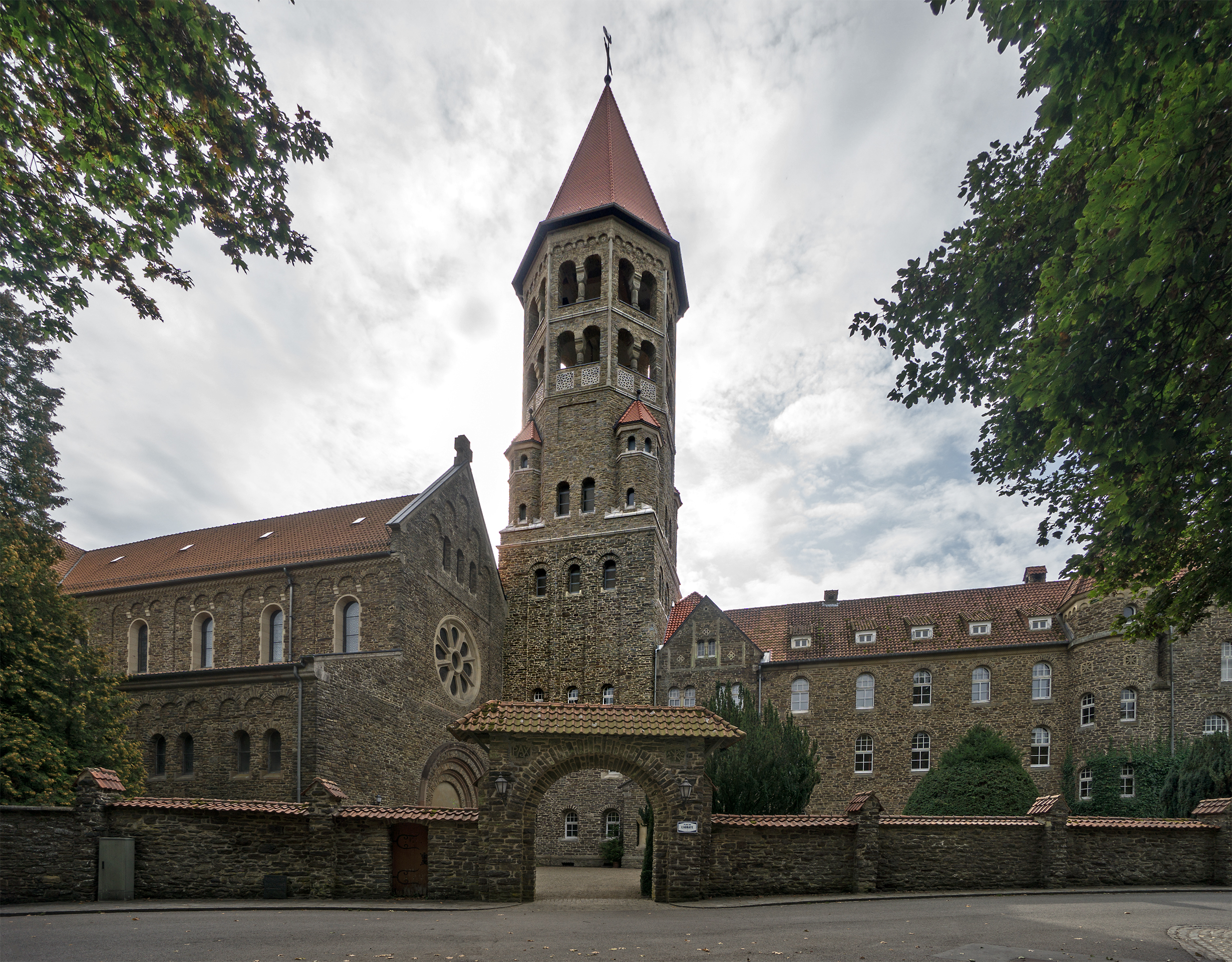
克莱沃修道院（英语：Clervaux Abbey）
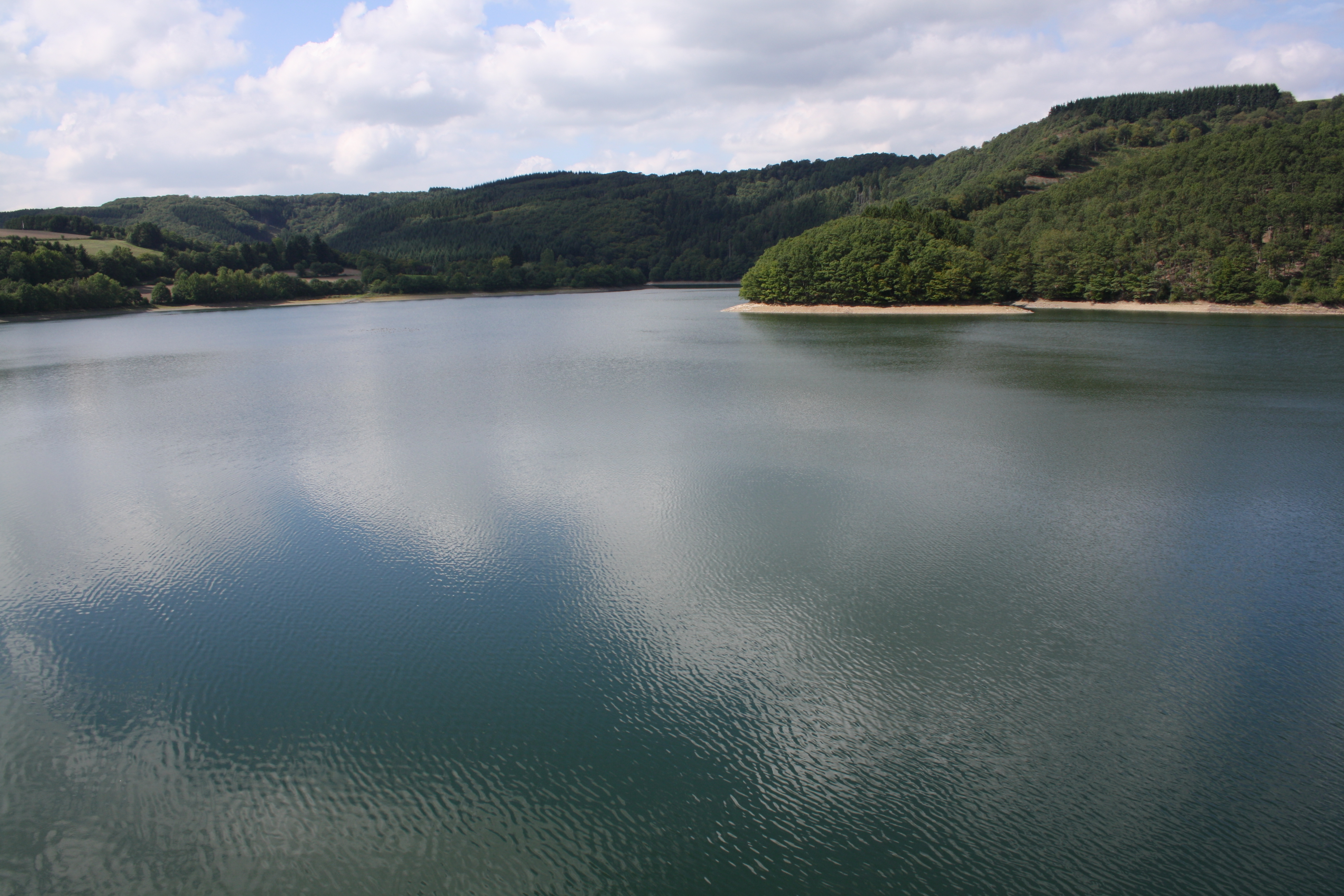
上叙尔湖
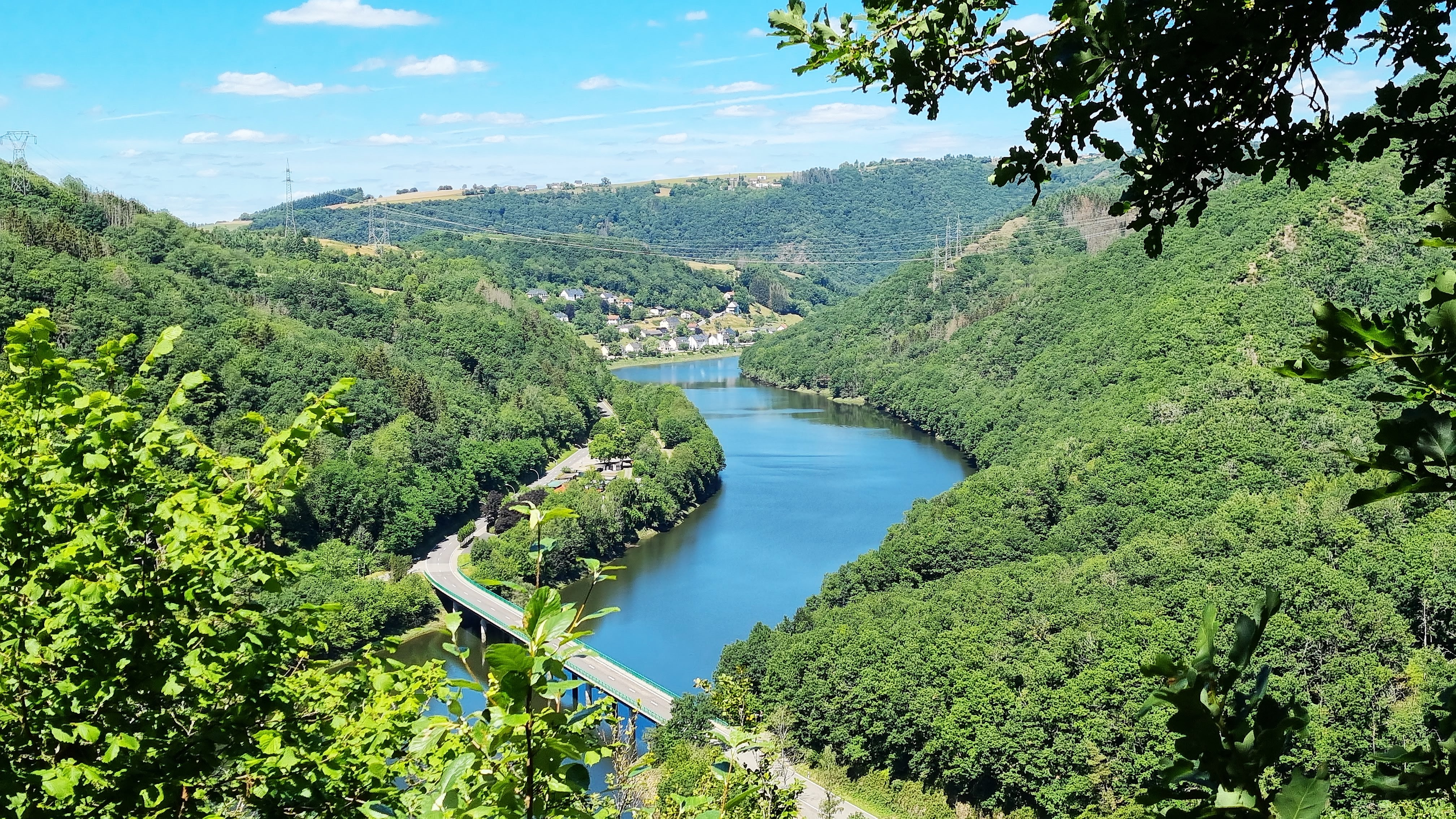
乌尔河谷
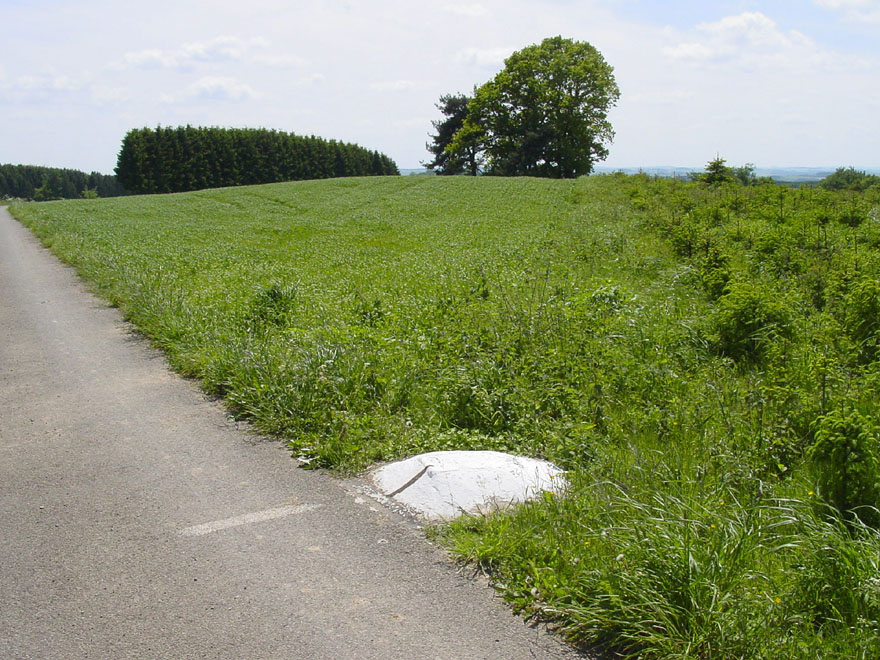
克内夫山
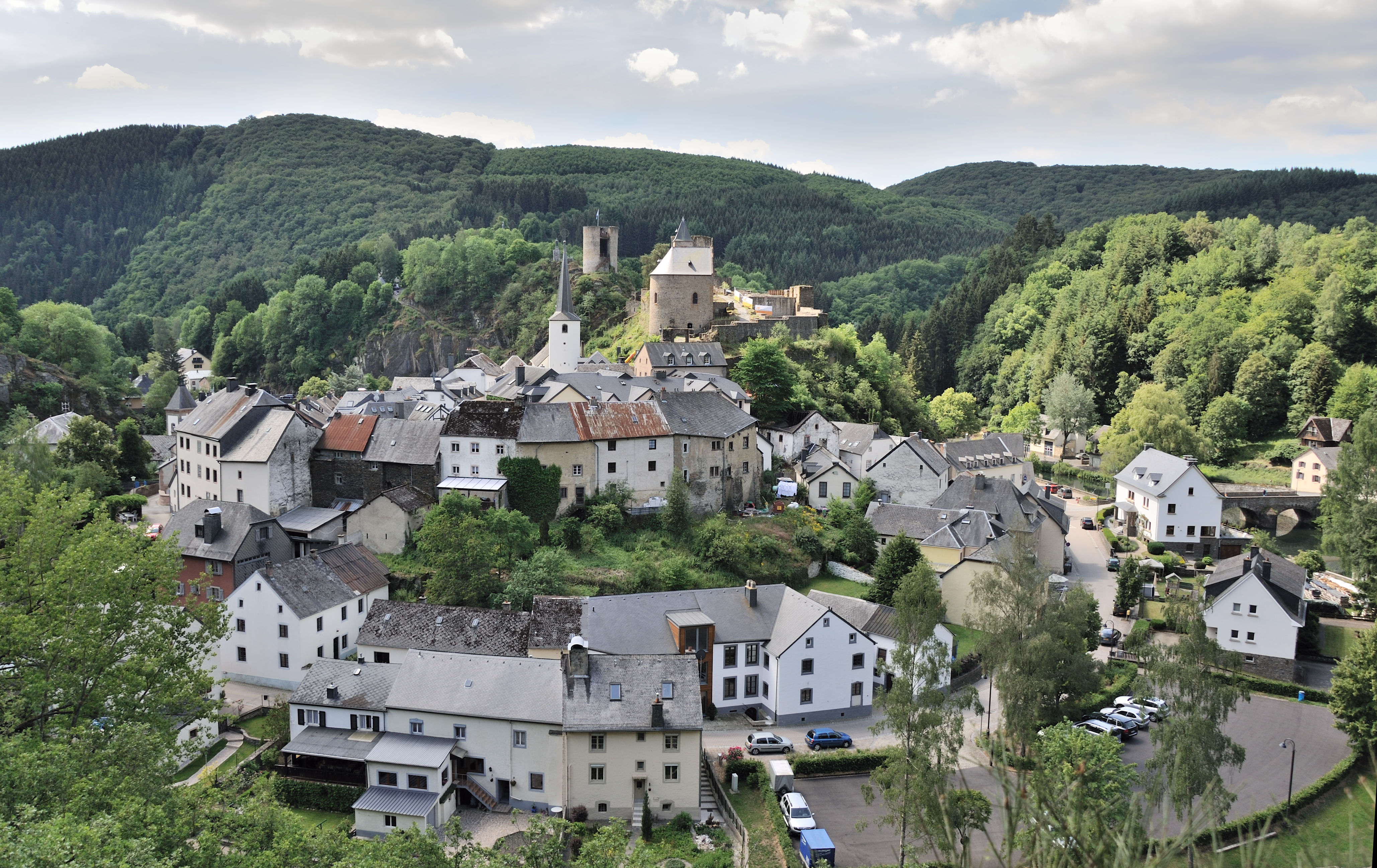
叙尔河畔埃施

50°N 6°E / 50°N 6°E